# ثيا جيل
ثيا جيل هي عازفة الجاز وممثلة كندية، ولدت في 5 أبريل 1970 بفانكوفر في كندا.

## أعمال

### أفلام
- (2007) بذرة
- (2016) امرأة القرن العشرين[5]

### مسلسلات
- أحرار الجنس مثل الناس
- شبح هامس
- كاسل

## وصلات خارجية
- ثيا جيل على موقع IMDb (الإنجليزية)
- ثيا جيل على موقع ألو سيني (الفرنسية)
- ثيا جيل على موقع أول موفي (الإنجليزية)
- ثيا جيل على موقع إن إن دي بي (الإنجليزية)
- ثيا جيل على موقع قاعدة بيانات الفيلم (الإنجليزية)
- ثيا جيل على موقع كينوبويسك (الروسية)